# 薛興國
薛興國（1949年—2020年1月18日），飲食文化作家，生於香港，台灣大學化工系畢業。曾任聯經出版公司副總編輯、《民生報》總編輯、《香港聯合報》副社長、聯合報系香港新聞中心主任《信報》飲食專欄作家。著有《通宵達旦讀金庸》、《酸雨集》、《臥虎藏龍重出江湖版》，譯作有《大班》、《少年阿默的秘密日記》、《達爾驚奇小說系列》等書。
早年與已故武俠小說家古龍結為莫逆，大號「司徒雪」，任職聯合報系期間，曾為在報系內連載的幾部古龍小說接文與修稿，《陸小鳳之鳳舞九天》後面1/3部份由其接寫完成，其人亦為金庸迷，著有《通宵達旦讀金庸》。

## 作品
- 《酸雨集》
- 《通宵達旦讀金庸》
- 《臥虎藏龍 : 重出江湖版》（改寫）
- 《吃一碗文化》
- 《再吃一碗文化》
- 《吃遍中國》
- 《說文解食》
- 《七星龍王》（代筆）
- 《陸小鳳之鳳舞九天》（代筆）
- 《白玉雕龍》（化名申碎梅著作，稱古龍白玉老虎續集）
- 《人間食神》

## 譯作
- 《醜女與野獸》（薛興國譯）
- 《少年阿默的秘密日記》（薛興國譯）
- 《達爾驚奇小說系列》（薛興國譯）
- 《何謂啟蒙？》（薛興國譯）
- 《大班》（薛興國譯）
- 《積體電子學》（薛興國、謝祖望譯）
- 《醜女與野獸 : 女性主義顛覆書寫》（薛興國譯）